# Ordre des arts et des lettres du Québec

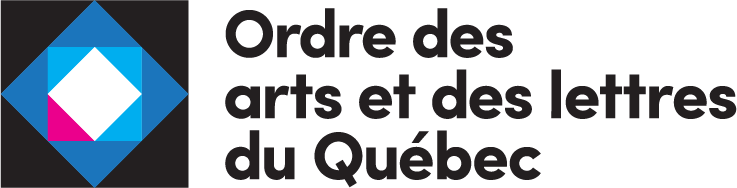
Logo de l'Ordre des arts et des lettres du Québec.

L'Ordre des arts et des lettres du Québec est une distinction honorifique créée en 2015 par le Conseil des arts et des lettres du Québec. Il vise à rendre hommage à des personnes ayant contribué, par leur travail, leur engagement et leur dévouement, au développement, à la promotion ou au rayonnement des arts et des lettres du Québec.

## Historique
L'Ordre des arts et des lettres du Québec a été créé à l'occasion du vingtième anniversaire du Conseil des arts et des lettres du Québec. La première cérémonie s'est tenue à Montréal le 23 mars 2015. À cette occasion, 35 personnalités ont reçu le titre de Compagne ou Compagnon des arts et des lettres du Québec. Parmi ceux-ci figure Liza Frulla, ex-ministre des Affaires culturelles du gouvernement du Québec qui, par la mise en œuvre de la Politique culturelle du Québec, a donné le coup d‘envoi à la création du Conseil des arts et des lettres du Québec en 1994.

## Insigne
Lors de la cérémonie de remise, les Compagnes et Compagnons des arts et des lettres du Québec reçoivent un insigne conçu en 2015 par la joaillière et gemmologue montréalaise Christine Dwane. Composée d'un bouquet de petits cubes bleus en aluminium, l'insigne se porte à la boutonnière.